# Avverbio (lingua italiana)
In grammatica, l'avverbio è una parte invariabile del discorso che serve a modificare il significato delle parole (verbi, aggettivi, altri avverbi o intere proposizioni) a cui si affianca.
Un'espressione formata da più parole che abbia la funzione di un avverbio (di sempre, in fondo, alla carlona, di certo, in su, in un batter d'occhio, da quando, ecc.) è detta "locuzione avverbiale". 

## Esempi
- Questi spaghetti sono molto buoni: "molto" si riferisce a "buoni", che è un aggettivo: quindi, la parola in questione non è un avverbio.
- Noi sappiamo cucinare bene i maccheroni: "bene" si riferisce a "cucinare", che è un verbo: in questo caso avremo quindi un avverbio.
- Ben presto le lasagne si raffreddarono: "ben" si riferisce a "presto", che è un avverbio.
- Un cuoco intelligente prepara intelligentemente i contorni: "intelligente" si riferisce a "cuoco" che è un sostantivo: è quindi un aggettivo, mentre "intelligentemente" si riferisce alla forma verbale "prepara", ed è dunque un avverbio.

## Tipi di avverbi
Esistono molti tipi di avverbi, che si distinguono in base all'aspetto che vanno a precisare:

### Avverbi di modo
Gli avverbi di modo (o qualificativi) indicano il modo in cui l'azione è compiuta. Sono avverbi di questo tipo:
- quelli formati aggiungendo il suffisso "-mente" alla forma femminile di un aggettivo (es.: "velocemente", "morbidamente", "gentilmente");
- quelli formati aggiungendo il suffisso "-oni" alla radice di un sostantivo o di un verbo (es.: "bocconi", "ciondoloni");
- quelli che hanno la stessa forma di alcuni aggettivi qualificativi al maschile singolare (es.: "giusto", "forte", "alto");
- "bene", "male", "volentieri", "malvolentieri", "come", "comunque", "così", "cioè", "altrimenti", "parimenti", "lento", "veloce", "piano", "certo", "in fretta e furia" (locuzione avverbiale), ecc.

### Avverbi di tempo
Gli avverbi di tempo indicano il momento in cui si svolge un'azione o la sua durata:

Ancora, adesso, ora, mai (si usa solo per se stessi, se invece si dice:-Non te lo dirò mai al figlio adulto, significa scoprilo, e lì) , sempre, prima, dopo, ieri, oggi, domani, subito, presto, frequentemente, spesso...

### Avverbi di luogo
Gli avverbi di luogo indicano una posizione nello spazio o il luogo in cui si svolge l'azione:
lì, là, qui, qua, giù, su, laggiù, lassù, davanti, dietro, sopra, sotto, dentro, fuori, altrove, intorno, ci, vi... Qui e qua si riferiscono ad un luogo vicino a chi parla; lì e là ad un luogo lontano da chi parla e da chi ascolta.

### Avverbi di quantità
Gli avverbi di quantità indicano in modo indefinito una quantità:
Poco, molto, tanto, più, meno, parecchio, appena, abbastanza, troppo, assai, quasi, per lo più, piuttosto, quanto...

### Avverbi di valutazione
Gli avverbi di valutazione, o di giudizio, valutano secondo un'opinione o un giudizio personale ciò che è affermato nella frase. Si può fare una distinzione in base a che cosa esprimono gli avverbi:
- avverbi di affermazione o certezza (sì, certo, davvero, certamente, ...);
- avverbi di negazione (no, non, neppure, ...);
- avverbi di dubbio (forse, probabilmente, possibilmente, ...).

### Avverbi interrogativi ed esclamativi
Gli avverbi interrogativi introducono una domanda, mentre quelli esclamativi un'affermazione:
come, dove, quando, quanto, perché, ecc.

### Avverbi presentativi
Gli avverbi presentativi hanno la funzione di presentare ciò che si sta dicendo
ecco, rieccoti, inoltre, ecc.

## Gradi e alterazioni degli avverbi

### Gradi dell'avverbio
Gli avverbi, proprio come gli aggettivi qualificativi, hanno gradi e alterazioni:
- Grado positivo (velocemente);
- Grado comparativo di minoranza (meno velocemente);
- Grado comparativo di maggioranza (più velocemente);
- Grado comparativo di uguaglianza (tanto velocemente quanto);
- Grado superlativo assoluto (velocissimamente);
- Grado superlativo relativo (il più velocemente possibile

### Alterazioni dell'avverbio
Come gli aggettivi, anche gli avverbi, in certi casi, possono essere alterati da suffissi particolari, che vanno a modificarne il significato e quindi la struttura:
- diminutivo: poco - pochino
- vezzeggiativo: presto - prestuccio
- accrescitivo: bene - benone
- dispregiativo: male - malaccio

## Distinguere gli avverbi dalle altre parti del discorso
- Gli aggettivi accompagnano sempre un sostantivo e concordano con quello in genere e numero, gli avverbi no. Quindi, nella frase "Ho molta fame", la parola "molta" è un aggettivo (perché riferita al sostantivo "fame" e perché c'è una concordanza), mentre nella frase "Ho studiato molto", "molto" è un avverbio (si riferisce a un verbo);
- Le congiunzioni collegano sempre due elementi, mentre gli avverbi si riferiscono a uno solo. Nella frase "Faremo come vuoi", la parola "come" è una congiunzione perché unisce le frasi "[noi] faremo" e "[tu] vuoi". Nella frase "Come è buffo questo ritratto!", la parola "come" non collega due elementi: infatti, è un avverbio esclamativo;
- Le preposizioni introducono sempre un sostantivo o un pronome (formando un complemento linguistico) oppure una proposizione. Per esempio, in "Sopra l'armadio c'è una scatola", la parola "sopra" è una preposizione, perché introduce "l'armadio". Invece, in "Guarda l'armadio: sopra c'è una scatola", la parola "sopra" non introduce alcun termine, pertanto è un avverbio;
- Le particelle "ci", "vi" e "ne" possono essere o pronomi o avverbi di luogo. Quando indicano uno stato o un moto da luogo, sono avverbi ("Ci sono venti regioni in Italia", "Aprì la scatola e ne uscì solo polvere"); negli altri casi, sono pronomi ("Vi dirò i nostri propositi più tardi", "Arrivò la carestia e molte persone ne morirono").